# Лас-Чоапас (муниципалитет)
Лас-Чоапас (исп. Las Choapas) — муниципалитет в Мексике, штат Веракрус, расположен в регионе Ольмека. Административный центр — город Лас-Чоапас.